# Nos enfants chéris (film)
Pour les articles homonymes, voir Nos enfants chéris.
Pour plus de détails, voir Fiche technique et Distribution.
Nos enfants chéris est un film dramatique français réalisé par Benoît Cohen et sorti en 2003.

## Synopsis
30 ans : l'âge des responsabilités. Martin se prépare à partir dans sa maison de vacances avec sa femme Ariane et sa fille Cerise de 4 mois. C'est alors qu'il recroise son ex, Constance, l'amour de sa jeunesse, et c'est là que tout bascule...

## Fiche technique
- Titre  original : Nos enfants chéris
- Réalisateur : Benoît Cohen
- Scénariste  : Benoît Cohen et Éléonore Pourriat
- Producteur : Frédéric Bal, Benoît Cohen, Véronique Rofé
- Musique du film :  Jean-Philippe Goude
- Directeur de la photographie : Bertrand Mouly
- Montage :  Marine Deleu
- Distribution des rôles : Philippe Page, Swan Pham
- Création des décors :  Karima Rekhamdji
- Création des costumes : Anne Laval
- Société de production :  Attention Moteur! et Shadows Films
- Pays d'origine  :  France
- Genre : comédie dramatique
- Durée : 86 minutes (1h 26)
- Date de sortie : 
  -  France : 2 juillet 2003

## Distribution
- Mathieu Demy : Martin
- Laurence Côte : Ariane
- Romane Bohringer : Constance
- Mathias Mlekuz : Arnaud
- Fabio Zenoni : Jean-Marc
- Éléonore Pourriat : Claire
- Julien Boisselier : Simon
- Alain Fromager : Le marchand de primeurs
- Chantal Banlier : La boulangère
- Emmanuelle Destremau : Marjorie
- Lila Berthier : Carole
- Aurelio Cohen : Yoyo
- Philomène Cohen : Camille
- Marthe Ratery : Chris
- Lou Trebosc : Anna-Cerise
- Lyse Vayrac : Emma